# أليكس كولين (صحفي)
أليكس كولين (بالإنجليزية: Alex Cullen)‏ هو صحفي أسترالي، ولد في 28 نوفمبر 1980.